# Ellinor Ljungros
Ellinor Ljungros (19 mei 1953) is een voormalige Zweedse langeafstandsloopster, die zich had toegelegd op de marathon.

## Loopbaan
Nadat zij een jaar eerder in eigen land op de marathon van Säffle reeds de snelste vrouw was geweest, leverde Ljungros in 1986 haar belangrijkste prestatie door de marathon van Rotterdam te winnen in de persoonlijke recordtijd van 2:41.06. Het was de periode, waarin de marathon voor vrouwen nog maar net in opkomst was. Bij evenementen als in Rotterdam werd nauwelijks aandacht geschonken aan de prestaties van vrouwen.
Drie jaar later liep ze de New York City Marathon in 2:52.32.
In haar actieve tijd was Ellinor Ljungros aangesloten bij Kiruna LDK.

## Persoonlijk record
| Onderdeel | Prestatie | Datum         | Plaats    |
| --------- | --------- | ------------- | --------- |
| marathon  | 2:41.06   | 19 april 1986 | Rotterdam |

## Palmares

### halve marathon
- 1986: 4e halve marathon van Göteborg - 1:16.48
- 1986:  halve marathon van Narvik - 1:19.27
- 1986: 7e City-Pier-City Loop - 1:15.57
- 1986: ?e halve marathon van Ullånger - 1:22.16

### marathon
- 1985:  marathon van Säffle - 2:41.22
- 1986:  marathon van Rotterdam - 2:41.06
- 1989: 33e New York City Marathon - 2:52.32